# Dystovomita pittieri
Dystovomita pittieri är en tvåhjärtbladig växtart som först beskrevs av Engler, och fick sitt nu gällande namn av W.G. D'arcy. Dystovomita pittieri ingår i släktet Dystovomita och familjen Clusiaceae. Inga underarter finns listade i Catalogue of Life.